# Poszeidón-templom

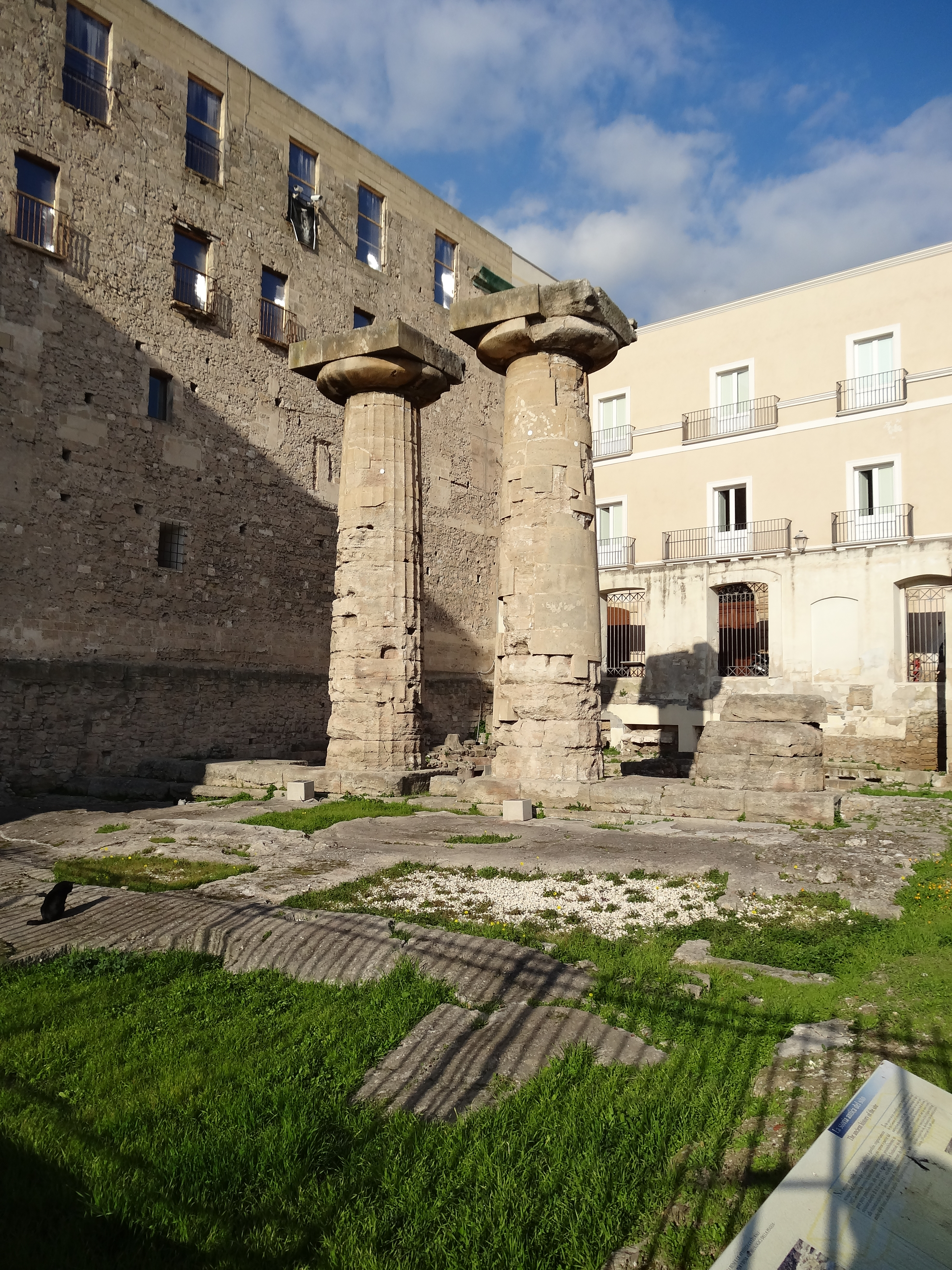
Poszeidón-templom

A Poszeidón-tempül (más néven Dór-templom) Taranto és egyben az ókori Magna Graecia egyik legrégebbi építménye, a város görög gyökereinek egyetlen fennmaradó emléke. A romtemplom a Castello Aragonese előtti téren áll. A romok egy részét 1926-ban elbontották. A ma látható két dór oszlopot az i. e. 5 században építették az egykori tarantói akropolisz részeként. Valószínűleg Poszeidón tiszteletére épült, de nem kizárt, hogy Perszephoné vagy Aphrodité számára. Az i. e. 3 században a rómaiak érkezésével pusztulásnak indult. A 6. században egy ideig gabonatárolóként szolgált, majd a 10. században keresztény templomként. A 14. században agyagművesek használták. 